# Krušna enota
Krušna enota (KE) je merilo, s katerim se podaja količina ogljikovih hidratov v določeni hrani. Gre za pomagalo sladkornim bolnikom za oceno potrebe po insulinu po določenem obroku hrane oziroma za načrtovanje diete. Ena krušna enota pomeni količino hrane, ki vsebuje 12 g ogljikovih hidratov. Ta opredelitev izhaja iz nemške prehranske zakonodaje, medtem ko v Švici opredeljujejo eno krušno enoto kot količino hrane, ki vsebuje 10 g ogljikovih hidratov. Določene države uporabljajo za izražanje količine hrane, ki vsebuje 10 g ogljikovih hidratov, t. i. ogljikohidratno enoto.
Ena od slabosti podajanja vrednosti ogljikovih hidratov v krušnih enotah je ta, da krušna enota opredeli le kolikostno (kvantitativno) vsebnost, ne izraža pa kakovosti vsebujočih ogljikovih hidratov oziroma njihovega vpliva na porast krvnega sladkorja.